# Veľký Čepčín
Veľký Čepčín (ungarisch Nagycsepcsény – bis 1895 Nagycsepcsén) ist eine Gemeinde in der Nord-Mitte der Slowakei mit 258 Einwohnern (Stand 31. Dezember 2024). Sie liegt im Okres Turčianske Teplice, einem Teil des Žilinský kraj und ist Teil der traditionellen Landschaft Turiec.

## Geographie

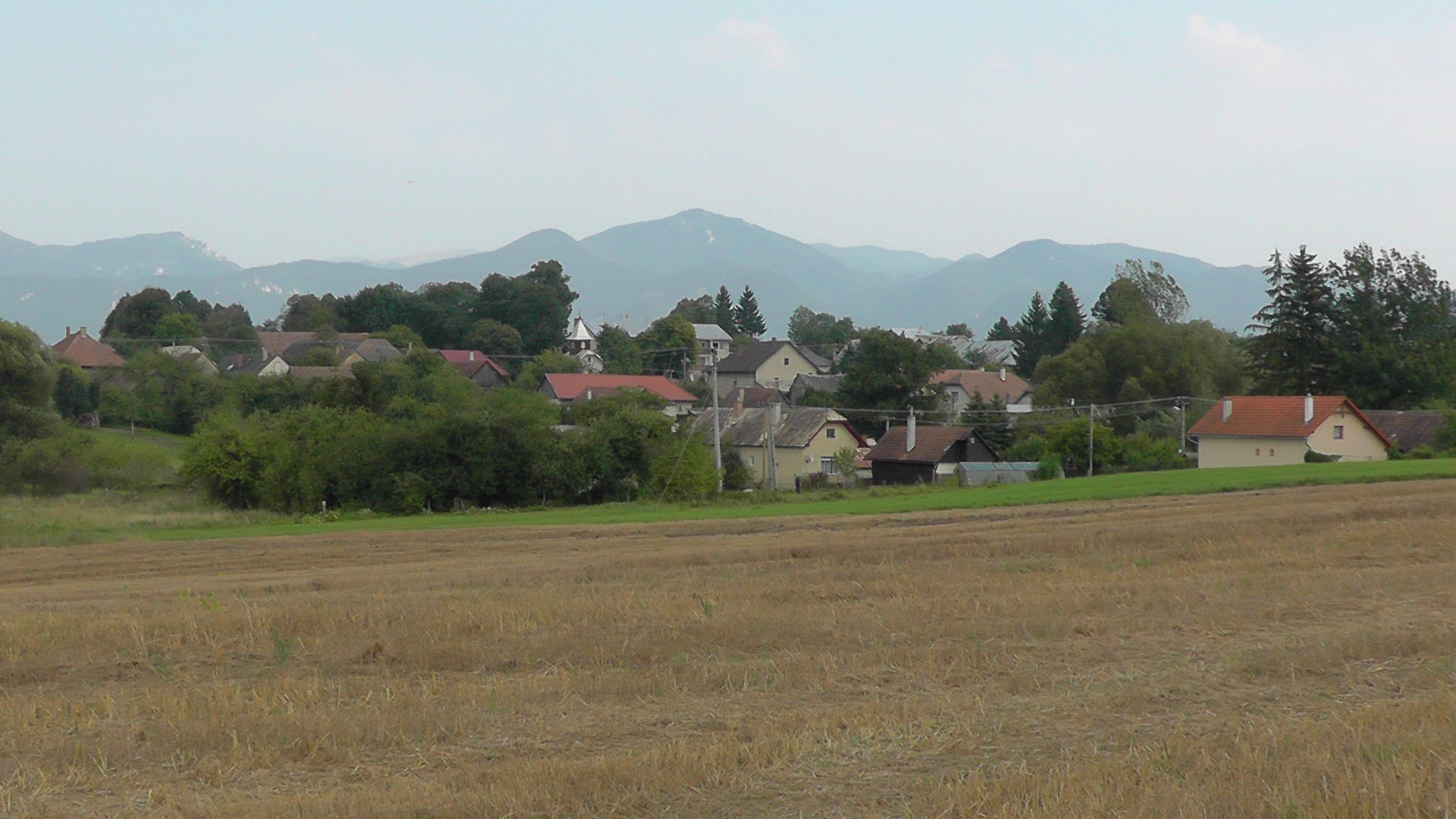
Veľký Čepčín

Die Gemeinde befindet sich im südwestlichen Teil des Turzbeckens zwischen dem Turiec und dem Bach Teplica. Das bebaute Ortsgebiet liegt am Zusammenfluss der Bäche Čepčínsky potok und Žabín. Das Ortszentrum liegt auf einer Höhe von 470 m n.m. und ist acht Kilometer von Turčianske Teplice sowie 24 Kilometer von Martin entfernt.
Nachbargemeinden sind Ivančiná im Norden, Malý Čepčín im Osten, Turčianske Teplice im Südosten, Dubové im Süden und Kaľamenová im Westen.

## Geschichte
Veľký Čepčín wurde zum ersten Mal 1262 als Cheptsin schriftlich erwähnt. Weitere historische Bezeichnungen sind unter anderem Shepcsin (1343), Cepchin beziehungsweise Chepchin (1359), Chepchen (1369), Nagyczepchyn (1534) sowie Nagy Cscheptschin, Slauice Welky Cseptzjn (1736). 1383 war das Dorf Besitz der Familie Vladár, 1663 hatten die Familien Sándor und Benedek Landsitze im Ort. 1787 hatte die Ortschaft 58 Häuser und 357 Einwohner, 1828 zählte man 61 Häuser und 309 Einwohner, die als Handwerker und Landwirte beschäftigt waren.
Bis 1918 gehörte der im Komitat Turz liegende Ort zum Königreich Ungarn und kam danach zur Tschechoslowakei beziehungsweise heute Slowakei. Auch in der ersten tschechoslowakischen Republik blieb Landwirtschaft die Haupteinnahmequelle der Bevölkerung. Heute arbeitet ein Teil der Einwohner nach wie vor als Landwirte, andere pendeln zur Arbeit nach Turčianske Teplice oder Martin.

## Bevölkerung
| Jahr                | 1994 | 2004    | 2014     | 2024    |
| ------------------- | ---- | ------- | -------- | ------- |
| Anzahl der Personen | 225  | 215     | 245      | 258     |
| Unterschied         |      | −4,44 % | +13,95 % | +5,30 % |

| Jahr                | 2023 | 2024    |
| ------------------- | ---- | ------- |
| Anzahl der Personen | 253  | 258     |
| Unterschied         |      | +1,97 % |

Nach der Volkszählung 2011 wohnten in Veľký Čepčín 239 Einwohner, davon 223 Slowaken. 16 Einwohner machten keine Angabe zur Ethnie.
121 Einwohner bekannten sich zur Evangelischen Kirche A. B., 70 Einwohner zur römisch-katholischen Kirche sowie jeweils ein Einwohner zu den christlichen Gemeinden und zur griechisch-katholischen Kirche. 26 Einwohner waren konfessionslos und bei 20 Einwohnern wurde die Konfession nicht ermittelt.

## Verkehr
Der nächste Bahnanschluss ist die Haltestelle Malý Čepčín an der Bahnstrecke Salgótarján–Vrútky (Teilstrecke Diviaky–Vrútky).

## Söhne und Töchter der Gemeinde
- Ján Lichner (1897–1979), Politiker